# Molione kinabalu
Molione kinabalu is een spinnensoort in de taxonomische indeling van de kogelspinnen (Theridiidae).
Het dier behoort tot het geslacht Molione. De wetenschappelijke naam van de soort werd voor het eerst geldig gepubliceerd in 2003 door Hajime Yoshida.